# Karoline Krüger
Karoline Krüger (Bergen, 13 febbraio 1970) è una cantautrice e pianista norvegese.

## Carriera
La sua prima apparizione in tv è stata all'età di 11 anni, in uno spettacolo per giovani chiamato Halvsju.
Il suo primo esordio risale invece nel 1988, vincendo il  Melodi Grand Prix con la canzone For vår jord.
Questo premio la portò alla finale dell'Eurovision Song Contest 1988, tenutosi a Dublino, dove è arrivata quinta. Più tardi nello stesso anno ha pubblicato il suo CD di debutto, Fasetter. La sua canzone You Call It Love, fu inserita nel film L'etudiante, una canzone composta da Vladimir Cosma. La canzone era una cover presa dalle canzoni di Richard Sanderson.
Nel 2013 ha fatto una serie di concerti di Natale insieme al marito Sigvart Dagsland, eseguendo in particolare il suo album Jul (2013).

## Discografia
- 1988: Fasetter[1]
- 1991: En gang i alles liv
- 1993: Fuglehjerte
- 1996: Den andre historien
- 1999: Sirkeldan
- 2004: De to stemmer
- 2011: Veggen